# لاري سبريغز
لاري سبريغز (بالإنجليزية: Larry Spriggs)‏ مواليد 8 سبتمبر 1959 في تشيفيرلي، هو لاعب كرة سلة أمريكي معتزل. بدأ مسيرته الاحترافية في سنة 1981. تم اختياره من قبل فريق هيوستن روكتس خلال الدرافت. حمل الرقم 35. يبلغ طوله 6 قدم 7 بوصة (2.0 م). اعتزل اللعب في 1996.

## المسيرة الاحترافية
لعب مع هيوستن روكتس في سنة 1982، ثم لعب مع شيكاغو بولز في سنة 1983، ثم لعب مع لوس أنجلوس ليكرز من سنة 1983 إلى 1986، ثم لعب مع ريال مدريد لكرة السلة في الدوري الإسباني في موسم 1986–1987، ثم لعب مع نادي طوفاس الرياضي في الدوري التركي في موسم 1989–1990.

## روابط خارجية
- لاري سبريغز على موقع إن بي أي (الإنجليزية)
- لاري سبريغز على موقع سبورتس رفرنس (الإنجليزية)
- لاري سبريغز على موقع الدوري الإسباني لكرة السلة (الإسبانية)
- لاري سبريغز على موقع كرة السلة الأوروبية.كوم (الإنجليزية)
- لاري سبريغز على موقع كلية كرة السلة في سبورتس رفرنس.كوم (الإنجليزية)
- لاري سبريغز على موقع ريلجم (الإنجليزية)
- لاري سبريغز على موقع بروبوليرز (الإنجليزية)
- لاري سبريغز على موقع سبورتس رفرنس (الإنجليزية)